# 日茹河
日茹河（法語：Gijou，法語發音：[ʒiʒu]）是法國的河流，位於該國西南部，屬於阿古河的右支流，河道全長50.2公里，流域面積208平方公里，平均流量每秒4.63立方米，發源自拉科讷，河口處在瓦布尔。

## 外部連結
- http://www.geoportail.fr（页面存档备份，存于）
- The Gijou at the Sandre database （页面存档备份，存于）